# Human Centered Design
Human Centered Design (zkrac. HCD, česky „design zaměřený na člověka“) je jedním z přístupů v rámci designu služeb. Jedná se o soubor designových procesů, které se zaměřují na člověka a které při tvorbě nových postupů vychází z přání a potřeb jedince či sociální skupiny.

## Human Centered Design
Human Centered Design je soubor technik a procesů, které se zaměřují na člověka, což jim umožňuje nacházet nová konstruktivní řešení stávajících problémů. Tato řešení mohou zahrnovat například tvorbu nových produktů, služeb, prostředí, postupů či tvorbu nových způsobů organizace. Tento typ designu vychází vždy z informací od skupin či jednotlivců, na něž je výsledné řešení zaměřeno, a tudíž vychází z potřeb koncových uživatelů. Snahou designérů je v tomto případě porozumět tomu, co cílová skupina potřebuje, jaké má přání, sny, jakým způsobem vystupuje a jaké je její typické chování. Designéři zaměření na human centered design si tedy nejprve kladou otázku, co si cílová skupina přeje a co potřebuje, poté jakým způsobem jejich přání technicky, finančně a organizačně zrealizovat. Proces tvorby human centered designu je tedy pomyslně rozdělen do tří fází, a to fází naslouchání, tvorby a realizace. Na existenci těchto tří fází odkazuje také samotná zkratka HCD (H - hear - naslouchat, C - create - tvořit, D - deliver - realizovat, dostát závazku). Human centered designu se na mezinárodní úrovni věnuje například společnost IDEO, která každoročně vydává aktualizované příručky o tom, jakým způsobem s tímto typem designu pracovat. V České republice pak s tímto konceptem pracuje inovační agentura IdeaSense a třeba brněnská společnost Court of Moravia, s.r.o.

## Tři fáze Human Centered Designu
V průběhu první fáze naslouchání designerský tým shromažďuje informace od cílové skupiny osob a zjišťuje, co si tato skupina přeje a co potřebuje. Zároveň probíhá příprava na terénní výzkum i vlastní terénní výzkum. Cílem druhé fáze, fáze tvorby, je převedení požadavků a přání skupiny do rámců, příležitostí a prototypů. Ve třetí fázi pak dochází k samotné praktické realizaci.

## Human Centered Design a Design služeb
Design služeb je nové odvětví v oblasti řízení a marketingu. Jeho základy byly položeny před více než čtyřiceti lety, avšak v praxi se začal vyvíjet teprve před deseti lety. Design služeb je aplikací nástrojů a metodologie designu na produkty a služby s cílem najít řešení, která jsou užitečná a atraktivní jak pro koncové uživatele, tak pro poskytovatele. Podstatou designu služeb je nastavit služby takovým způsobem, aby zákazník byl maximálně spokojen. Klíčovým přínosem designu služeb je jeho schopnost naučit poskytovatele hledat řešení s ohledem na pohled lidí mimo firmu. Human Centered Design je potom jedním z přístupů k tvorbě designu služeb.